# Dorette Spohr

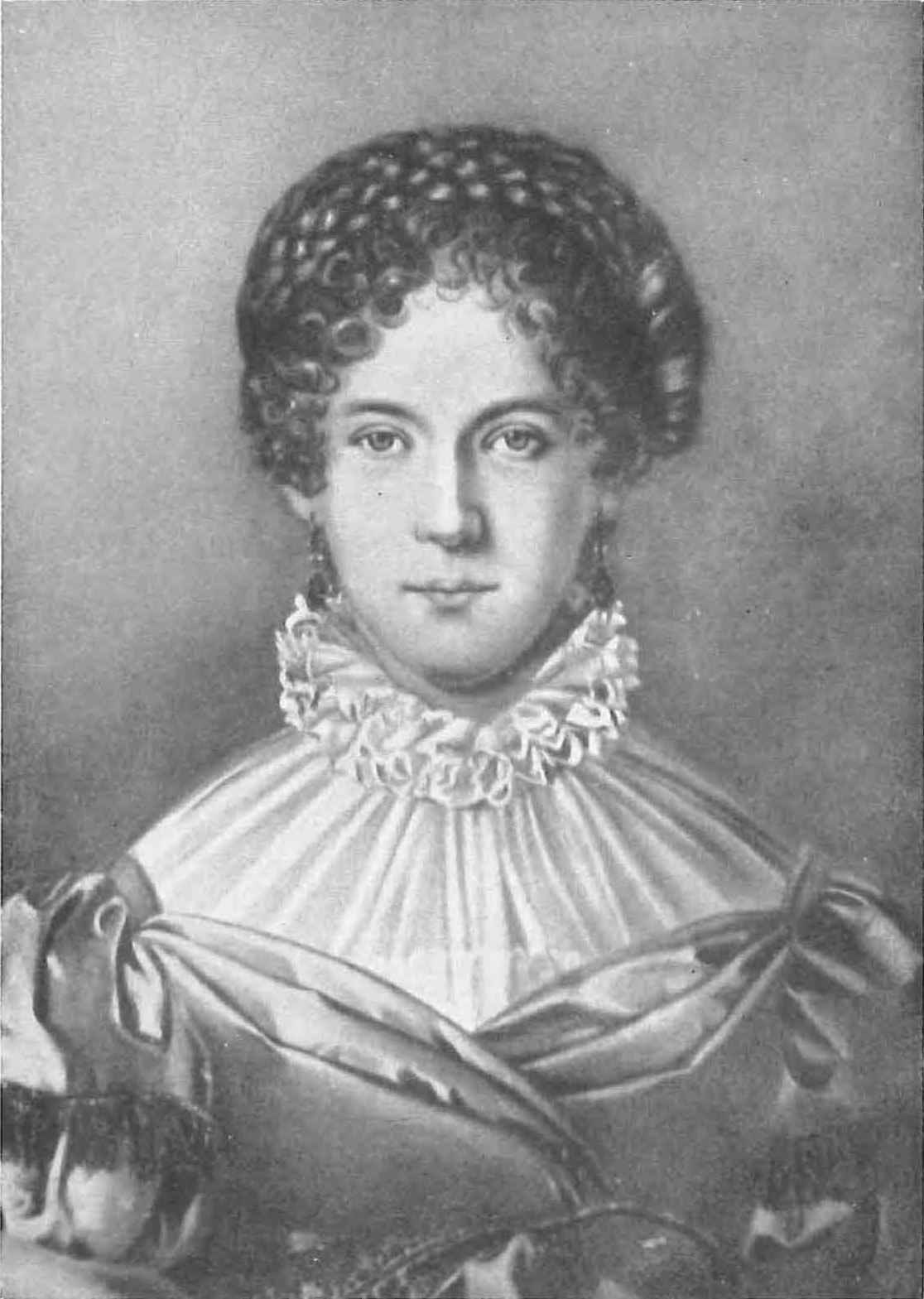
Dorette Spohr, gemalt von Caroline von der Malsburg

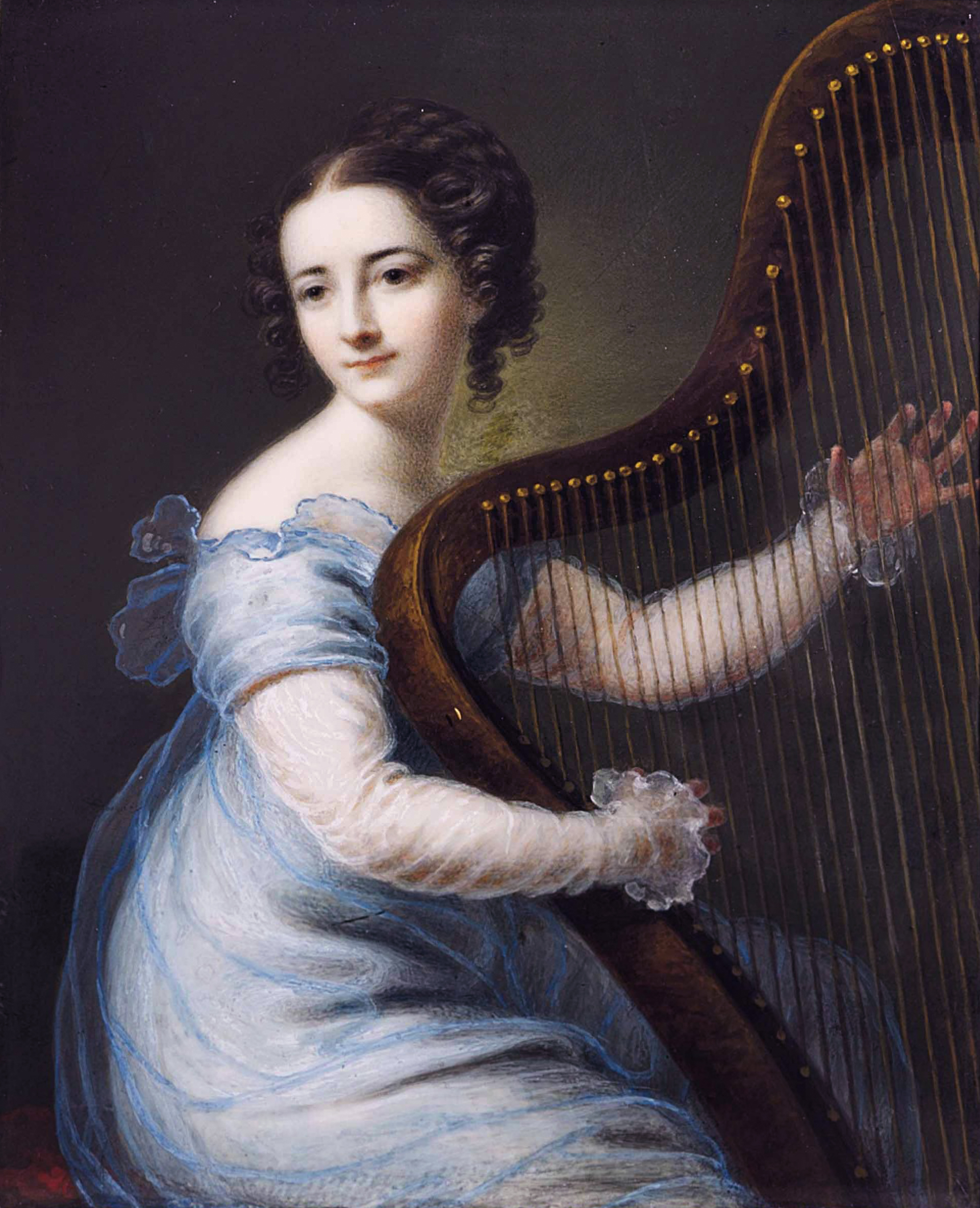
Dorette Spohr, gemalt von Karl Gottlob Schmeidler

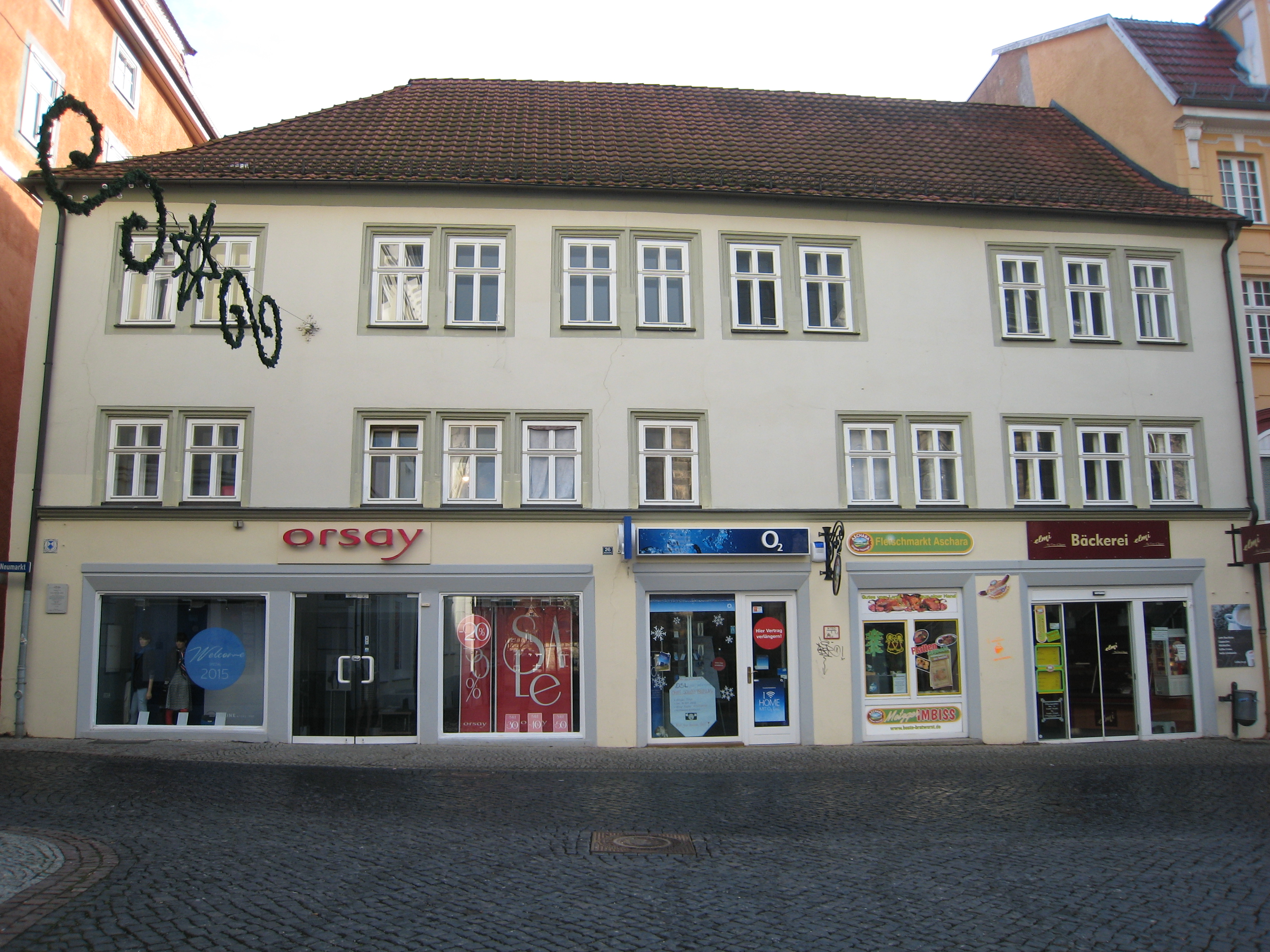
Geburtshaus in Gotha, Neumarkt 26

Dorette (Dorothea Henriette) Spohr, geborene Scheidler (* 2. Juli (Dezember?) 1787 in Gotha; † 20. (?) November 1834 in Kassel), war eine deutsche Pianistin und die bedeutendste Harfenistin des frühen 19. Jahrhunderts.

## Leben
Dorette war die Tochter des gothaischen, auch wissenschaftlich gebildeten Violoncellisten und Kammermusikers Johann David Scheidler (1748–1802) und seiner Gattin Sophie Elisabeth Susanne geborene Preysing († 1821). Ihre Mutter war seit 1776 herzogliche Kammersängerin, ihre Stimme galt als unvergleichlich.
Dorette Scheidler lernte Harfe bei dem auch als Klarinettisten berühmten Johann Georg Heinrich Backofen, der seit 1802 in Gotha lebte. Am 2. Februar 1806 heiratete sie hier Louis Spohr, der 1805 die Stelle des Konzertmeisters am Hof Herzog Augusts von Sachsen-Gotha-Altenburg erhalten hatte. Spohr, der bereits seit 1805 zahlreiche Werke für Harfe und Violine schrieb, bildete sie weiter aus und unternahm mit ihr Konzertreisen in Deutschland.
1810 bis 1812 war Scheidler Soloharfenistin am Gothaer Hof, wo sie auch die Tochter des Herzogs, Prinzessin Luise von Sachsen-Gotha-Altenburg, unterrichtete.
1812 konzertierte sie mit ihrem Mann u. a. in Wien, wo sich das Ehepaar 1813 niederließ, da Louis eine Stelle am Theater an der Wien erhalten hatte. Dorette folgte ihrem Mann auch zu dessen weiteren beruflichen Stellungen und konzertierte in mehreren Ländern Europas. Gesundheitlich durch die Doppelbelastung als Harfenistin und Mutter dreier Kinder angeschlagen, gab sie das Harfenspiel nach einem Konzert in London 1820 auf. Sie verlegte sich auf das Klavierspiel und schon 1821 schrieb Spohr sein Klavierquintett op. 52 für sie.
Hans Michel Schletterer charakterisierte sie: „Ein alter, in jene Tage zurückdenkender Musikfreund äußerte sich einst über das Spiel beider: ‚Man hörte dabei die Engel im Himmel singen!‘ Die durch hohe Schönheit und Anmuth sich auszeichnende Dame, auf deren holdem Antlitz beglückender Liebreiz und Engelsmilde thronte, hing mit innigster Liebe an ihrem Gatten und ihren Kindern (3 Töchtern), folgte verständnißvoll dem genialen Schaffen desselben und bewährte stets ein herrliches, für ihre hohe Kunst begeistertes Gemüth und eine seltene Herzensgüte. Es war wol der härteste Schlag, der Spohr treffen konnte, diese anbetungswürdige Frau, die sich beim Einspielen einer neuen großen Pedalharfe à double mouvement, wie dann bei ihren Clavierstudien überanstrengt und dadurch ihre ohnehin zarte Gesundheit geschädigt hatte, zu verlieren. Selbst in Paris, dieser Heimath berühmter Harfenspieler, errang sie sich große Erfolge. Die Harfe, wie die meisten Blasinstrumente haben nur eine untergeordnete, ziemlich werthlose Litteratur. Wie mit vielen Concertstücken, unübertroffen und einzig in ihrer Art, nur meist zu schwer für unsere Hexenmeister von Geigern, S. die Violine bereichert hat, so auch die Clarinette und Harfe. Unermüdlich hat er sich mit dem Mechanismus dieses letzteren schwierigen Instrumentes vertraut gemacht und eine Reihe vortrefflicher Compositionen, von ihm und der Gattin wunderbar zusammengeübt und vorgetragen, Meisterwerke für dieses Instrument, geschaffen. So wurde denn auch das Talent der schönen Dorette durch ihn vollständig entwickelt, ihr Geschmack geläutert, ihre Technik vollendet, ihre Vorträge wahrhaft beseligend und hinreißend. Mit ihr vereint bezauberte Spohr durch Vorführung seiner Duette alle Hörer, erregte er allerwärts im wahrsten Wortsinne Sensation.“

## Nachkommen
Der Ehe mit Louis Spohr entstammten die drei Töchter Emilie (1807–1895, ab 1828 verheiratete Zahn), Johanna Sophia Louise genannt Ida (1808–1881, ab 1825 verheiratete Wolff) und „Schnoddel“ Therese (1818–1838).

## Sonstiges
In Dorette Spohrs Geburtsstadt Gotha erinnert seit 2014 eine Tafel am einstigen Elternhaus Neumarkt 26 / Ecke Waisengasse an die Musikerin.

## Sekundärliteratur
- Anonymus: Nekrolog. Dorette Spohr. In: Allgemeine musikalische Zeitung 1835, Sp. 43–44 (Digitalisat in der Google-Buchsuche).
- Hans Michel Schletterer: Spohr, Dorette. In: Allgemeine Deutsche Biographie (ADB). Band 35, Duncker & Humblot, Leipzig 1893, S. 258 f.